# Polynema parvipetiolatum
Polynema parvipetiolatum är en stekelart som beskrevs av Soyka 1956. Polynema parvipetiolatum ingår i släktet Polynema och familjen dvärgsteklar. Inga underarter finns listade i Catalogue of Life.